# 陳鴻文
陳鴻文（1986年2月3日—），臺灣棒球選手，守備位置為投手，在中華職棒前後效力於中信兄弟、富邦悍將、樂天桃猿。

## 生平
陳鴻文出生於花蓮縣的阿美族家庭，叔父為投手陳義信。
2007年正式加盟美國職棒大聯盟芝加哥小熊隊開始旅美生涯，最高層級來到3A，2012年底返國參加中華職棒選秀會，在第一輪第二順位獲得兄弟象隊前總教練陳瑞振的青睞，成為該年的選秀榜眼， 希望其能扛起本土王牌先發的角色。隔年二月，兄弟象球團願意花費5萬美元買斷其與芝加哥小熊之合約，創下中華職棒史上向美國職棒大聯盟球團買斷合約之案例。3月15日，確定與中華職棒兄弟象簽約，以月薪新臺幣35萬元及背號99號加盟。
2015年起，原來的99號背號改為其叔父效力於兄弟象時期的17號，並於3月29日舉行傳承儀式。 從該年起，陳鴻文擔任球隊守護神，在2015年球季陳鴻文投出本土連續救援成功21場的新紀錄，以及平聯盟紀錄的單局4次三振，在球季最後拿下24救援6勝3中繼防禦率2.94的成績拿下救援王。
2016年10月29日，於臺灣大賽第6場9局上受命擔任終結者，結果連續安打、觸身球及失誤單局失3分救援失败，導致中信兄弟遭到逆轉，以2勝4敗的成績坐收，連續3年成為年度亞軍，回到飯店後因抽筋被緊急送醫， 本季連續2季拿下救援王。
2017年，他基於當年表現不好而婉拒參加這次經典賽，結果在經典賽開始前，被總教練郭泰源苦勸而加入2017年世界棒球經典賽擔任終結者一職， 在對戰荷蘭、韓國兩場比賽皆表現不佳，在總教練不換投的情況下，遭到逆轉而吞下敗投，成為經典賽歷史上最多敗的投手。在同年球季中半段轉為先發調整，成績開始有所好轉，且原來被排定為季後挑戰賽對戰統一7-ELEVEn獅隊的先發人選，但公布的名單卻無陳鴻文，在當時引發許多討論。11月正式接到不續約的通知， 之後轉往澳洲棒球聯盟發展，澳職給陳的綽號為瘋馬， 返台後於隔年1月15日以一年合約加盟富邦悍將。
2018年4月4日，以先發投手的身分面對前東家中信兄弟，主投7.2局無失分奪下先發勝。
2019年，在富邦悍將終結者倪福德受傷的時候接替其位子，在2019年球季投出目前生涯最佳成績，拿到6勝、4次中繼成功、20次救援成功，防禦率1.71、每局被上壘率0.85及左、右打的被打擊率都壓在只有1成多的表現。在球季結束後，再次代表中華隊，參加2019年世界棒球12強賽，出賽5場共面對韓國、美國、委內瑞拉、波多黎各、澳洲等隊，共投5局有1次救援成功共飆出8次三振且沒有被打任何安打，防禦率為0，每局被上壘率僅有0.20，奪三振率達到14.40的表現。
2021年，上半季季初仍有良好的終結者表現，但在中華職棒因疫情因素停賽達二個月後戰力下滑，投手教練吳俊良先是嘗試雙終結調度讓其九局之前提前上場，最後正式拔除其終結者身份由曾峻岳取代。復賽後由於富邦多位洋投離隊，陳鴻文轉任先發，繳出多次優質先發的表現，擔任先發的防禦率來到3以下。季後，向聯盟申請行使自由球員資格。
2022年球季結束後，富邦悍將未把陳鴻文放入60人名單，形同釋出。2023年1月3日，與樂天桃猿達成加盟共識。
2024年季後，陳鴻文未獲樂天桃猿保留，且未被簽回。截至2025年3月初，他仍未獲任何球隊簽約。

## 經歷
- 基隆市七堵區堵南國小少棒隊
- 高雄縣忠孝國中青少棒隊
- 高雄市三民高中青棒隊
- 文化大學棒球隊（美孚巨人）
- 台北體育學院
- 美國職棒芝加哥小熊（新人聯盟－小聯盟3A）（2007年－2012年）
- 墨西哥太平洋聯盟Venados de Mazatlan（2011年10月－2012年）
- 國訓中心棒球隊（2012年3月26日－2013年3月14日）
- 中華職棒兄弟象（2013年3月15日－2014年1月4日）
- 中華職棒中信兄弟（2014年1月5日－2017年12月31日）
- 中華職棒富邦悍將（2018年1月15日－2022年12月31日）
- 中華職棒樂天桃猿（2023年1月3日 - 2024年）

## 特殊事蹟
- 2013年9月17日於新竹球場對上統一7-ELEVEn獅的比賽以155球完投敗。
- 2014年6月14日於桃園國際棒球場對上Lamigo桃猿的比賽擔任先發投手，對上藍寅倫投出觸身球保送，被對方總教練洪一中稱為「白目囝仔」；之後為此出了一款「白目囝仔」黑色T恤在明星賽中穿著[14]
- 原99號背號傳承給其表弟周磊，並贈送手套

## 職棒生涯成績

### 中華職棒
| 年度 | 球隊     | 出賽 | 先發 | 勝投 | 敗投 | 中繼 | 救援 | 完投 | 完封 | 三振 | 四死 | 責失 | 投球局數 | 自責分率 | 被上壘率 |
| ---- | -------- | ---- | ---- | ---- | ---- | ---- | ---- | ---- | ---- | ---- | ---- | ---- | -------- | -------- | -------- |
| 2013 | 兄弟象   | 26   | 15   | 6    | 5    | 1    | 2    | 2    | 0    | 97   | 22   | 37   | 112.2    | 2.96     | 1.15     |
| 2014 | 中信兄弟 | 27   | 16   | 7    | 8    | 4    | 1    | 2    | 1    | 75   | 23   | 35   | 118.0    | 2.67     | 1.14     |
| 2015 | 中信兄弟 | 50   | 0    | 6    | 3    | 3    | 24   | 0    | 0    | 55   | 24   | 18   | 55.0     | 2.95     | 1.40     |
| 2016 | 中信兄弟 | 53   | 0    | 9    | 2    | 2    | 15   | 0    | 0    | 58   | 16   | 33   | 61.0     | 4.87     | 1.38     |
| 2017 | 中信兄弟 | 38   | 7    | 2    | 4    | 1    | 9    | 0    | 0    | 64   | 19   | 45   | 69.2     | 5.81     | 1.51     |
| 2018 | 富邦悍將 | 24   | 7    | 3    | 4    | 4    | 1    | 0    | 0    | 48   | 27   | 26   | 50.2     | 4.62     | 1.62     |
| 2019 | 富邦悍將 | 50   | 0    | 6    | 0    | 4    | 20   | 0    | 0    | 51   | 13   | 10   | 53.0     | 1.70     | 0.92     |
| 2020 | 富邦悍將 | 53   | 0    | 7    | 6    | 1    | 16   | 0    | 0    | 46   | 16   | 29   | 54.2     | 4.77     | 1.55     |
| 2021 | 富邦悍將 | 41   | 11   | 3    | 7    | 1    | 10   | 0    | 0    | 77   | 24   | 35   | 100.0    | 3.15     | 1.25     |
| 2022 | 富邦悍將 | 21   | 9    | 3    | 6    | 2    | 0    | 0    | 0    | 35   | 10   | 27   | 63.0     | 3.86     | 1.32     |
| 2023 | 樂天桃猿 | 33   | 4    | 1    | 6    | 3    | 7    | 0    | 0    | 25   | 19   | 19   | 50.0     | 3.42     | 1.60     |
| 2024 | 樂天桃猿 | 26   | 5    | 1    | 4    | 2    | 21   | 0    | 0    | 28   | 0    | 20   | 43.1     | 4.15     | 1.38     |
| 合計 | 12年     | 442  | 74   | 54   | 55   | 28   | 105  | 4    | 1    | 659  | 227  | 334  | 831      | 3.62     | 1.32     |

- 各年度紅粗字是中華職棒歴年來最高的，粗體字是聯盟最高

## 外部連結
- 陳鴻文在台灣棒球維基館上的頁面（繁體中文）
- 陳鴻文在美國職棒（英语）
- 陳鴻文在中華職棒
- 陳鴻文在Baseball-Reference.com（小聯盟以及海外聯盟）（英语）
- 陳鴻文在The Baseball Cube（英语）
- 陳鴻文在Global Sports Archive（英语）

| 前任： 林恩宇              | 中信兄弟開幕戰先發投手 2014年 | 繼任： 鄭凱文 |
| 獎項                       |                               |               |
| 前任： 米吉亞 Miguel Mejia | 中華職棒救援王 2015年-2016年  | 繼任： 陳禹勳 |